# Horst Tilch
Horst Tilch (* 26. Juni 1935 in Weißstein; † 14. Oktober 2004 in Deisenhofen) war ein deutscher Richter und Präsident des Bayerischen Obersten Landesgerichts.

## Leben
Nach dem Studium der Rechtswissenschaft in München und Pisa als Stipendiat der Stiftung Maximilianeum sowie dem Referendariat trat der 1961 zum Doktor der Rechte promovierte Tilch 1963 in das Bayerische Justizministerium ein. Ab 1964 war er als Staatsanwalt und ab 1966 als Richter in Passau tätig. Nach einer Abordnung als wissenschaftlicher Mitarbeiter an das Bundesverfassungsgericht arbeitete er ab 1969 als Oberregierungsrat und ab 1970 als Regierungsrat beim Bayerischen Staatsministerium der Justiz. 1973 wechselte er zurück auf die Richterbank. Als er 1980 zum Generalsekretär des Bayerischen Verfassungsgerichtshofs berufen wurde, bekleidete er das Amt des Vizepräsidenten des Landgerichts Passau. Seine Tätigkeit beim Bayerischen Verfassungsgerichtshof übte er aus, bis er 1993 in das Präsidentenamt beim Bayerischen Obersten Landesgericht berufen wurde. Er wurde zudem zum Ministerialrat ernannt. Im Juni 2000 wurde Tilch nach Erreichen der Altersgrenze in den Ruhestand versetzt. Sein Nachfolger als Präsident war Peter Gummer.
Neben seiner richterlichen Tätigkeit war Tilch auch Herausgeber des im Verlag C. H. Beck erschienenen Münchner Rechts-Lexikons (heute: Rechts-Lexikon). Für seine Verdienste wurde Tilch 1999 mit dem Bayerischen Verdienstorden ausgezeichnet.